# Depressão Challenger

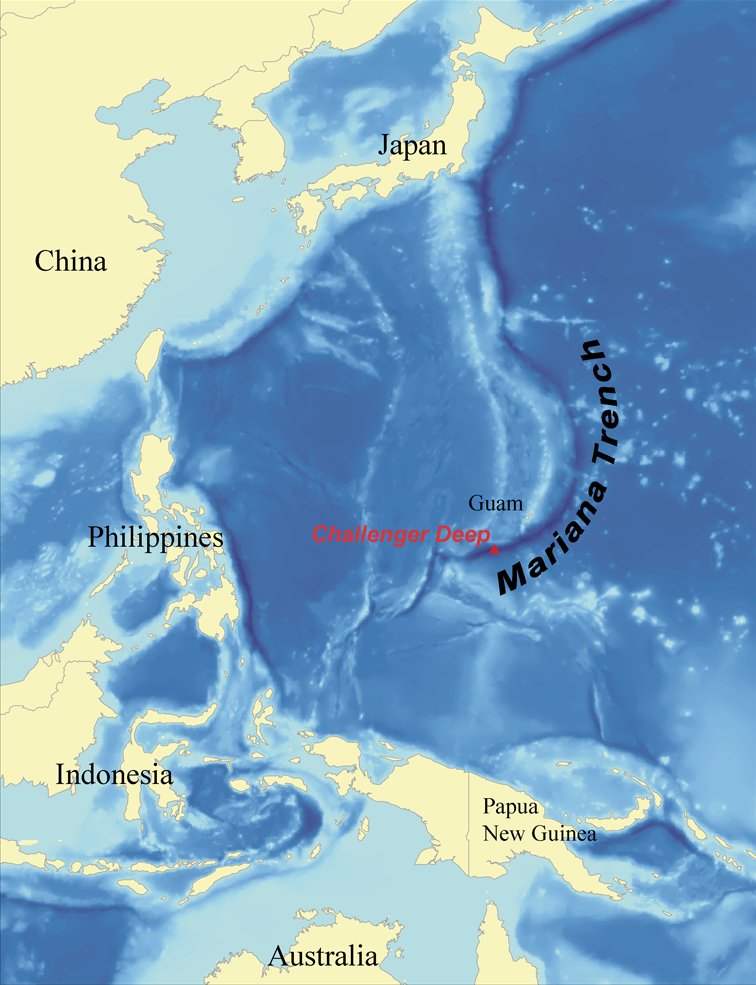
Localização do Challenger Deep no oceano Pacífico Ocidental

A Depressão Challenger é o ponto mais baixo da superfície terrestre. Localizada na Fossa das Marianas, perto das Ilhas Marianas. A terra mais próxima é a Ilha Fais, do arquipélago de Yap, a 289 km sudoeste, e Guam situa-se a 306 km a nordeste. As coordenadas são 11° 22′ N, 142° 36′ L.

## Profundidade
Em 23 de janeiro de 1960, o batiscafo suíço Trieste, adquirido pela Marinha norte-americana, desceu ao fundo oceânico, tripulado por Jacques Piccard (que foi com o seu pai Auguste Piccard o autor do submarino) e o tenente Don Walsh.
Em 1984, um navio japonês de oceanografia avaliou o fundo com um sonar e estimou a profundidade em 10 923 metros (35 838 pés). Em 2003,  Kaikō, um veículo submarino operado remotamente, foi perdido no oceano pois o cabo que o ligava ao navio base se rompeu.[carece de fontes?]
Em 31 de maio de 2009, o mini-submarino Nereus desceu a uma profundidade de 10 902 m, o que o tornou o veículo marítimo em atividade que atingiu a maior profundidade oceânica no mundo. Existe um fio ligando o mini-submarino a um navio base na superfície. O fato de descer a essa profundidade permite explorar lugares mais profundos que 6 500 m, já que essa era a profundidade máxima atingida pelos submarinos em atividade.